# Villers-au-Tertre
 Villers-au-Tertre  es una población y comuna francesa, en la región de Norte-Paso de Calais, departamento de Norte, en el distrito de Douai y cantón de Arleux.

## Demografía
| 483 | 456 | 454 | 481 | 621 | 655 |
| Para los censos de 1962 a 1999 la población legal corresponde a la población sin duplicidades (Fuente: INSEE [Consultar]) |     |     |     |     |     |